# Lyndon Harrison
Lyndon Harrison, baron Harrison (ur. 28 września 1947 w Oksfordzie, zm. 18 października 2024) – brytyjski polityk, poseł do Parlamentu Europejskiego III i IV kadencji, par dożywotni.

## Życiorys
Kształcił się w City of Oxford High School for Boys, uzyskał w 1970 licencjat z zakresu anglistyki i amerykanistyki na University of Warwick, studiował następnie amerykanistykę na University of Sussex i Keele University. Pracował m.in. jako badacz w instytutach naukowych, był działaczem związkowym w ramach organizacji związkowej GMB.
Zaangażował się w działalność polityczną w ramach Partii Pracy, od 1981 do 1990 był radnym hrabstwa Cheshire. W latach 1989–1999 przez dwie kadencje sprawował mandat eurodeputowanego, wchodząc w skład frakcji socjalistycznej. Od 1989 do 1992 był wiceprzewodniczącym Komisji ds. Regulaminu, Weryfikacji Mandatów i Immunitetów.
W 1999 otrzymał tytuł barona i jako par dożywotni zasiadł w Izbie Lordów. Zasiadał w niej do czasu swojej rezygnacji w 2024.